# Cantonul Ruffieux
Cantonul Ruffieux este un canton din arondismentul Chambéry, departamentul Savoie, regiunea Rhône-Alpes, Franța.

## Comune
- Chanaz
- Chindrieux
- Conjux
- Motz
- Ruffieux (reședință)
- Saint-Pierre-de-Curtille
- Serrières-en-Chautagne
- Vions